# 島根県専修学校一覧
島根県専修学校一覧（しまねけんせんしゅうがっこういちらん）は、島根県の専修学校の一覧。

## 公立専修学校
文部科学省Webサイト内「公立専修学校一覧」より

### 松江市
- 島根県立松江高等看護学院

### 益田市
- 島根県立石見高等看護学院

## 私立専修学校

### 松江市
- 島根県歯科技術専門学校
- 専門学校坪内総合ビジネスカレッジ
- 松江総合医療専門学校

- 松江理容美容専門大学校
- 松江栄養調理製菓専門学校

### 浜田市
- 国立病院機構浜田医療センター附属看護学校
- 浜田ビューティーカレッジ
- リハビリテーションカレッジ島根

### 出雲市
- トリニティカレッジ出雲医療福祉専門学校
- 出雲コアカレッジ
- 出雲医療看護専門学校

### 仁多郡
- 島根デザイン専門学校
- 島根リハビリテーション学院